# Нагорново (Причулымский сельсовет)
Нагорново — деревня в Ачинском районе Красноярского края России. Входит в состав Причулымского сельсовета.

## География
Деревня находится на левом берегу реки Чулым, на расстоянии примерно 9 км к северо-северо-западу (NNW) от города Ачинск, административного центра района. Абсолютная высота — 192 м над уровнем моря.

## Население
| 1989 | 2002 | 2010 |
| ---- | ---- | ---- |
| 376  | ↘313 | ↘256 |

### Гендерный состав
По данным Всероссийской переписи населения 2010 года, в деревне проживало 256 человек (121 мужчина и 135 женщин).

## Улицы
| - ул. Набережная, - ул. Новая, - ул. Песочная, - ул. Пушкинская, | - ул. Советская, - ул. Уланова, - пер. Улановский, - ул. Щетинкина. |

## Достопримечательности
В деревне находится братская могила 30 партизан, расстрелянных колчаковцами в мае 1919 года.